# Blangoua
Blangoua es una comuna camerunesa perteneciente al departamento de Logone-et-Chari de la región del Extremo Norte.
En 2005 tiene 50 938 habitantes, de los que 17 154 viven en la capital comunal homónima.
Se ubica junto a la frontera con Chad marcada por el río Chari, unos 70 km al norte de Yamena, en la parte más meridional de la sabana inundada del lago Chad.

## Localidades
Comprende, además de la ciudad de Blangoua, las siguientes localidades:
- Abeng Koro
- Abou Djali
- Blablin
- Chawé
- Dabilda
- Djamena
- Dougmo I
- Dougmo II
- Goré Kendi
- Héroua
- Lareski
- Mada
- Madèk
- Magala Kabir
- Mangayo
- Massaki
- Nganatir II
- Nganatir III
- Ngarkawa
- Oulomnogmé